# Polina Todorowa
Polina Todorowa (* 3. April 1997) ist eine bulgarische Mittelstreckenläuferin, die sich auf den 800-Meter-Lauf spezialisiert hat.

## Sportliche Laufbahn
Erste internationale Erfahrungen sammelte Polina Todorowa beim Europäischen Olympischen Jugendfestival (EYOF) 2013 in Utrecht, bei dem sie im 400-Meter-Lauf mit 59,11 s in der ersten Runde ausschied. 2018 gewann sie bei den Balkan-Hallenmeisterschaften in Istanbul in 2:11,56 min die Silbermedaille im B-Finale und gewann mit der bulgarischen 4-mal-400-Meter-Staffel in 3:58,89 min die Bronzemedaille. Bei den Freiluftmeisterschaften in Stara Sagora belegte sie in 2:11,02 min den fünften Platz und erreichte mit der Staffel nach 3:44,77 min Rang sechs. Im Jahr darauf siegte sie bei den Balkan-Meisterschaften in Prawez in 2:09,47 min im B-Finale über 800 Meter und gewann mit der Staffel in 3:47,83 min die Silbermedaille. 2020 belegte sie bei den Balkan-Hallenmeisterschaften in 2:10,87 min den fünften Platz und wurde mit der Staffel in 3:52,11 min Vierte. 2021 belegte sie bei den Balkan-Hallenmeisterschaften ebendort in 2:12,34 min den zehnten Platz über 800 Meter und erreichte mit der Staffel in 3:51,35 min Rang sechs. Ende Juni gelangte sie bei den Freiluftmeisterschaften in Smederevo mit 2:09,17 min auf den achten Platz über 800 m. Im Jahr darauf wurde sie bei den Balkan-Hallenmeisterschaften in Istanbul in 2:12,16 min Siebte. 
2018 wurde Todorowa bulgarische Meisterin im 800-Meter-Lauf im Freien sowie von 2017 bis 2021 auch in der Halle.

## Persönliche Bestleistungen
- 400 Meter: 56,20 s, 26. Mai 2018 in Sofia
  - 400 Meter (Halle): 56,47 s, 3. Februar 2018 in Sofia
- 800 Meter: 2:09,02 min, 8. Juli 2017 in Plowdiw
  - 800 Meter (Halle): 2:10,05 min, 4. Februar 2018 in Sofia